# Gert Westphal
Gert Curt Gerhard Westphal (Dresden, 5 de outubro de 1920 — Zurique, 10 de novembro de 2002) foi um ator e recitador alemão.

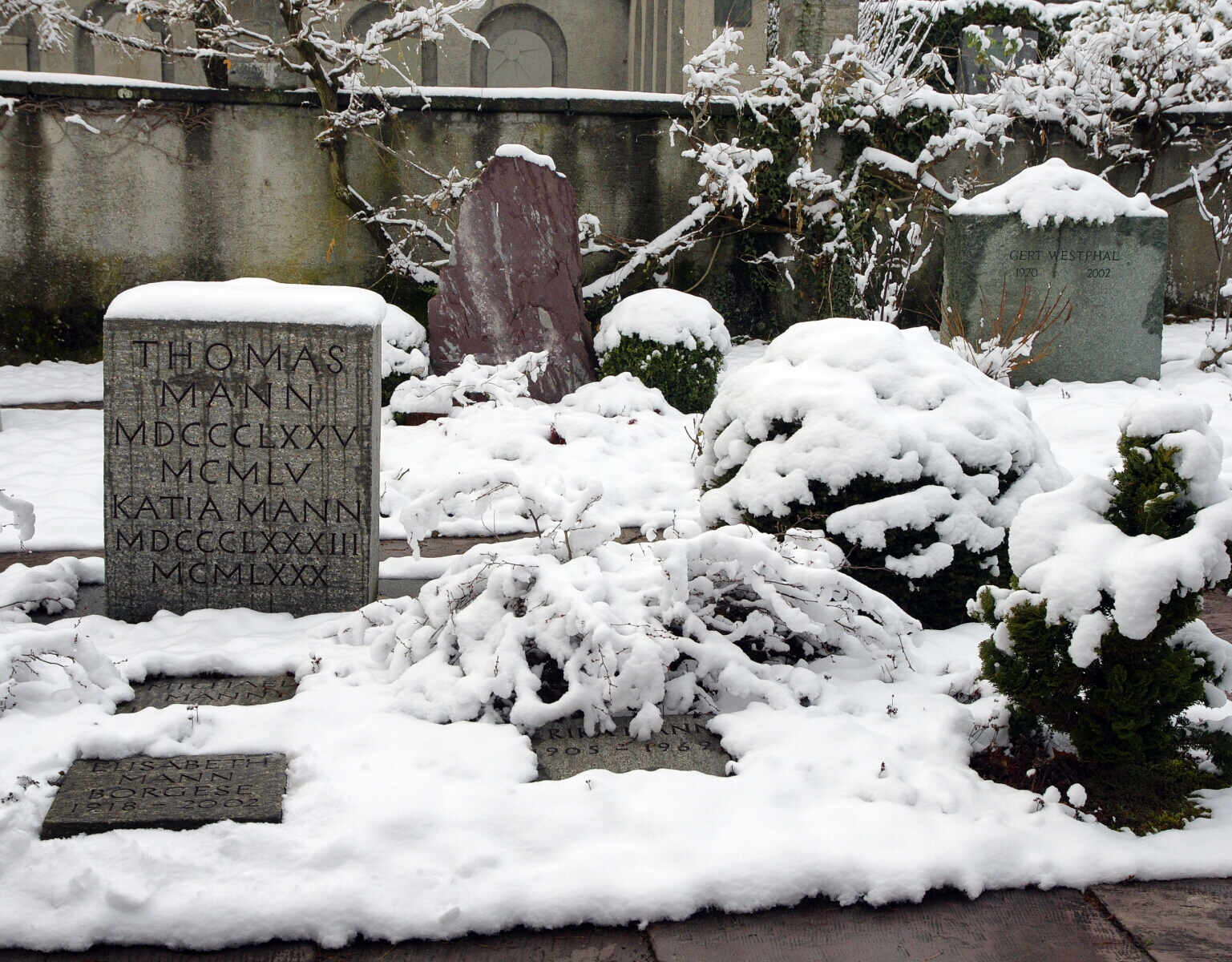
Sepultura de Gert Westphals em Kilchberg, Suíça, ao lado da sepultura familiar de Thomas Mann